# Illicium anisatum
Illicium anisatum, de nombre común anís estrellado japonés o badiana de Japón, es una especie arbórea perteneciente a la familia Illiciaceae.

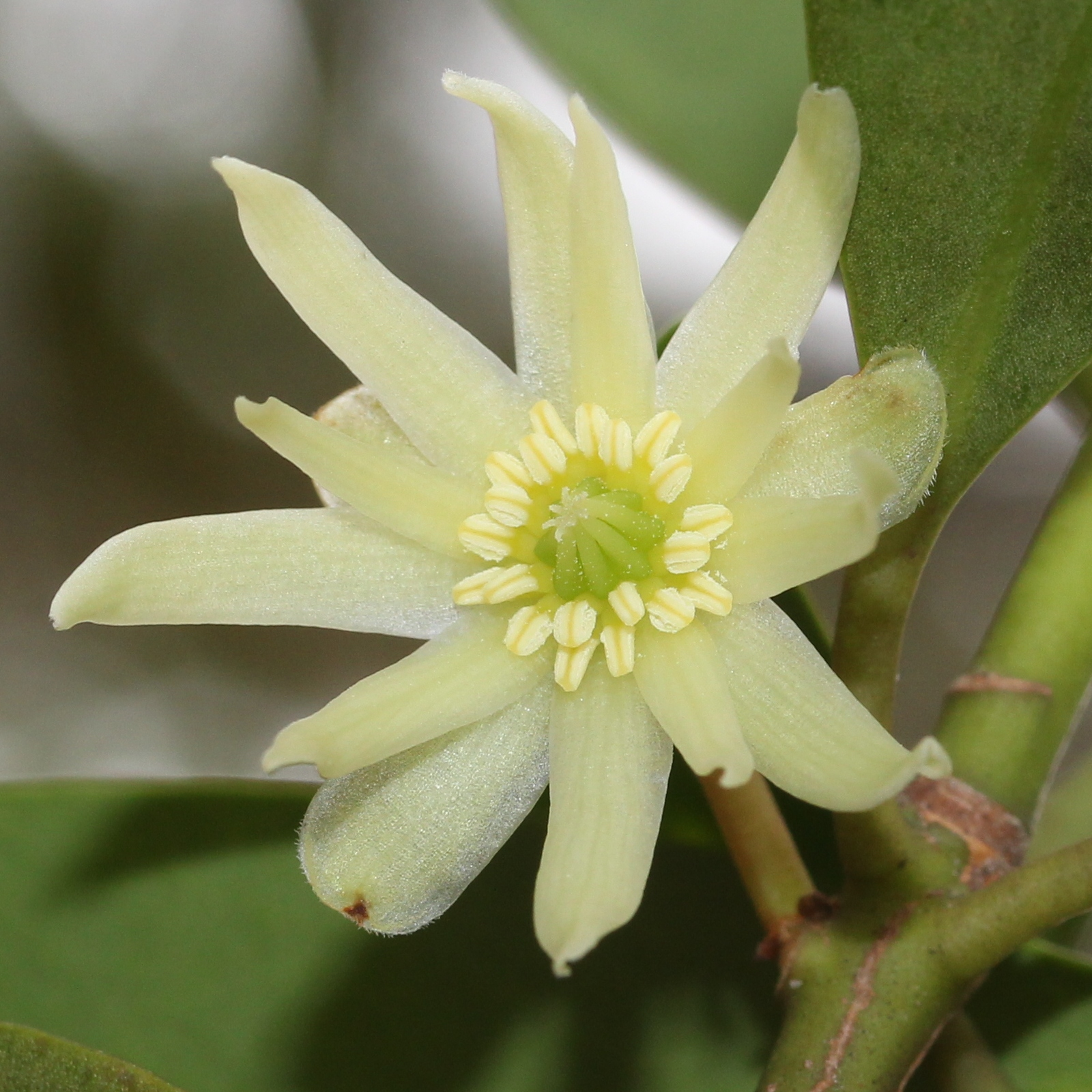
Detalle de la flor

## Descripción
Es un árbol similar al anís estrellado chino (Illicium verum), pero sus frutos no pueden usarse en la alimentación o como medicina debido a que presentan una toxicidad elevada, sin embargo se queman como incienso en Japón.

## Toxicidad

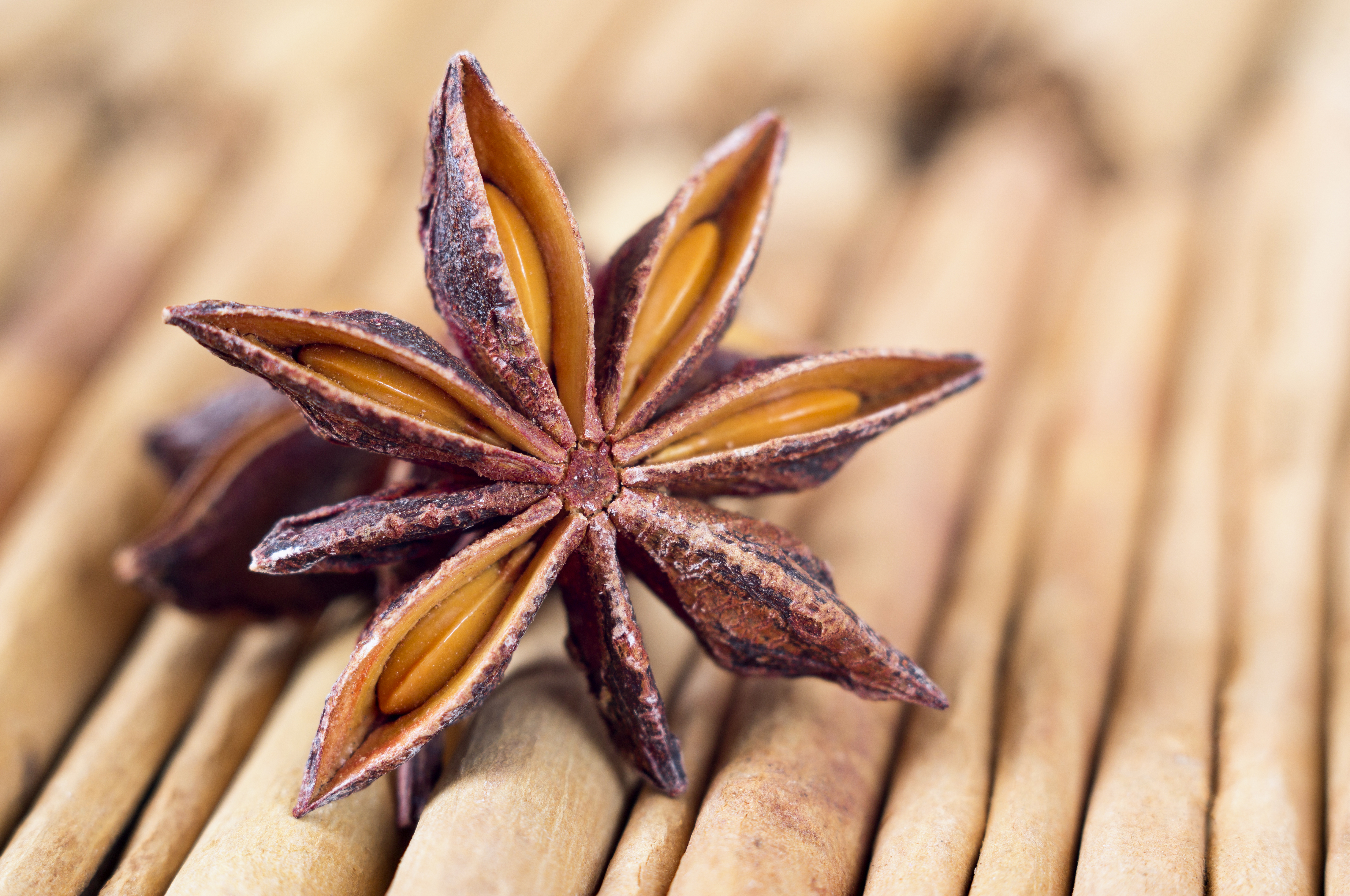
Un anís estrellado con una semilla sobre palitos de canela.

I. anisatum contiene anisatina, neoanisatina y pseudoanisatina, componentes tóxicos que al ser ingeridos producen efectos neurológicos y gastrointestinales graves, incluso la muerte. Se puede encontrar adulterando Illicium verum (anís estrellado chino) que carecer de toxicidad.

## Taxonomía
Illicium anisatum fue descrita por Carlos Linneo y publicado en Systema Naturae, Editio Decima 2: 1050. 1759.